# Hayesville (Oregon)
Pour les articles homonymes, voir Hayesville.
Hayesville est une localité (census-designated place) du comté de Marion dans l'Oregon aux États-Unis dont la population était de 18 222 habitants en 2000. Elle est voisine de la ville de Salem.